# Derry Girls
Derry Girls é uma série de televisão britânica, criada e escrita por Lisa McGee, que estreou em 4 de janeiro de 2018 no Channel 4 e durou três temporadas. O programa foi inspirado nas próprias experiências de McGee crescendo em Derry, Irlanda do Norte, na década de 1990. A série é protagonizada por Saoirse-Monica Jackson, Louisa Harland, Nicola Coughlan, Jamie-Lee O'Donnell e Dylan Llewellyn.
A Netflix distribui a série internacionalmente, com a primeira temporada sendo lançada em 21 de dezembro de 2018. A terceira e última temporada foi lançada em 7 de outubro de 2022.

## Elenco
- Saoirse-Monica Jackson como Erin Quinn
- Louisa Harland como Orla McCool
- Nicola Coughlan como Clare Devlin
- Jamie-Lee O'Donnell como Michelle Mallon
- Dylan Llewellyn como James Maguire
- Tara Lynne O'Neill como Mary Quinn
- Tommy Tiernan como Gerry Quinn
- Kathy Kiera Clarke como Sarah McCool
- Ian McElhinney como Joe McCool
- Siobhán McSweeney como Irmã George Michael
- Leah O'Rourke como Jenny Joyce

## Episódios
| Temporada | Temporada | Episódios | Episódios | Originalmente exibido | Originalmente exibido  |
| Temporada | Temporada | Episódios | Episódios | Estreia da temporada  | Final da temporada     |
| --------- | --------- | --------- | --------- | --------------------- | ---------------------- |
|           | 1         | 6         | 6         | 4 de janeiro de 2018  | 8 de fevereiro de 2018 |
|           | 2         | 6         | 6         | 5 de março de 2019    | 9 de abril de 2019     |
|           | 3         | 7         | 7         | 12 de abril de 2022   | 18 de maio de 2022     |

## Recepção
No Rotten Tomatoes, a primeira temporada da série detém um índice de aprovação de 100% com base em avaliações de 24 críticas com uma nota média de 7,9/10. O consenso dos críticos do site afirma: "Um elenco perfeitamente selecionado e um roteiro cru impulsionam o humor negro de Derry Girls enquanto a criadora Lisa McGee dá uma luz frenética à vida adolescente na Irlanda do Norte dos anos 1990".
Derry Girls foi a série mais assistida na Irlanda do Norte desde 2002, com uma audiência média de 519.000 espectadores e 64,2% de participação na audiência. Em 11 de janeiro de 2018, após a exibição do primeiro episódio, o programa foi renovado para uma segunda temporada. Cada episódio foi assistido por mais de dois milhões de pessoas.